# وضاح شرارة
وضاح شرارة، (1942م- ) سياسي وكاتب وأستاذ جامعي لبناني.

## مولده ونشأته
مواليد العام 1942 في عائلة شيعية. وهو من بنت جبيل في جنوب لبنان أصلاً ولكن والديه، في وسط الستينات الذي ننظر منه، كانا قد انفصلا وتزوّج كلاهما زواجاً ثانياً من زمن طويل وأصبحا مقيمين في بيروت. ويحصى في أسرة والده معمّمون ومعهم أو من بينهم متأدّبون على النهج «الحديث». وكان والده، في مبتدإ أمره، مدرّساً وكان إلى ذلك كاتباً ومترجماً معروفاً ثمّ أصبح، لعهد طويل، عضواً في الجهاز الفنّي لدار الكتب الوطنية وآلت إليه في أواخر حياته المهنية إدارتها. وأما والدة وضاح فهي عسيرانية من صيدا وكانت مدرّسة في القطاع الرسمي هي الأخرى. وكان وضّاح قد حصّل منحة من الحكومة اللبنانية أتاحت له دراسة لعلم النفس في ليون أنهاها في سنة 1963. وعلى أثر عودته إلى بيروت أصبح مدرّساً متعاقداً في المدرسة العاملية، وهي شيعية التابعية، قبل أن يدخل سلك التعليم الرسمي مدرّساً للفلسفة في الثانويات. وكان يتولّى أيضاً أعمال ترجمة متفرّقة تنشرها دار الطليعة التي كان يملكها بشير الداعوق المنتسب إذ ذاك إلى حزب البعثي. كان مع أحمد بيضون وفواز طرابلسي من أبرز قيادي حركة لبنان الاشتراكي. سنة 1970 اندمجت حركة لبنان الاشتراكي مع منظمة الاشتراكيين اللبنانيين لتشكل منظمة العمل الشيوعي في لبنان لكن شرارة ما لبث أن غادرها سنة 1973 مع بيضون. رغم انتماءه إلى الطائفة الشيعية، يعتبر شرارة من أكبر منتقدي حزب الله  وقد ألف كتاب «دولة حزب الله: لبنان مجتمعا إسلاميا». يكتب في جريدة الحياة والمستقبل اللبنانية.

## من مؤلفاته
- «الموت لعدوكم» (1991).
- “الواحد نفسه- مقالات في السياسيات الإسلامية العربية” (1993).
- “ الأمة القلقة العامليون والعصبية العاملية على عتبة الدولة اللبنانية” (1996).
- “دولة «حزب الله»(لبنان مجتمعاً إسلامياً)”.(1998).
- “خروج الاهل على الدولة (فصل من تأريخ الحروب الملبننة)” (1999).

## وصلات خارجية
- وضاح شرارة على موقع أرشيف الشارخ.

مجموعة من مقالات وضاح شرارة في موقع رسالة بيروت